# ان ايزي ليسننج ڤول. 1
ان ايزي ليسننج ڤول. 1 وهو ثالث ألبوم مجمع من فرقة هيم, ويحتوي على إصدارات خاصة لمجموعة من أغاني الفرقة من الألبومات جريتيست لوڤ سونجز ڤول. 666 وريزربليد رومانس وديب شادوز اند بريلينت هايلايتس ولوف ميتال.

## ترتيب الأغاني[2]
1. The Sacrament (Disrhythm Remix) – 4:47

لوف ميتال (Acoustic Version) – 4:03.2

Join Me in Death (Strongroom Mix) – 3:40.3

Close to the Flame (The Rappula Tapes) – 4:31.4

ديب شادوز اند بريلينت هايلايتس (String Version) – 5:04.5

إتس أول تيرز (Unplugged Radio Live) – 3:49.6

ون لوف اند ديث امبريس (AOR Radio Mix) – 3:39.7

Buried Alive By Love (Deliverance Version) – 6:07.8

ريزربليد رومانس (O.D. Version) – 4:59.9

Salt in Our Wounds (Thulsa Doom Version) – 7:02.10

Please Don't Let it Go (Acoustic Version) – 4:37.11

One Last Time (Rockfield Madness Version) – 5:08.12

For You (Unplugged Radio Live) – 4:09.13

The Path (P.S. Version) – 5:04.14

Lose You Tonight (Thulsa Doom Extended Dub) – 8:15.15